# Julian Casablancas
Julian Fernando Casablancas (New York, 23 agosto 1978) è un cantautore e musicista statunitense di origini spagnole, frontman dei gruppi rock The Strokes e The Voidz.

## Biografia
È figlio di John Casablancas, imprenditore statunitense di origini spagnole, fondatore della Elite Model Management, e di Jeanette Christensen, ex Miss Danimarca nel 1965.
Amico d'infanzia del bassista Nikolai Fraiture, sin dall'età di 13 anni frequenta la prestigiosa scuola privata svizzera Istituto Le Rosey, dove incontra il chitarrista Albert Hammond Jr.. Negli anni successivi, una volta trasferitosi a New York, incontrerà i restanti futuri membri degli Strokes, il chitarrista Nick Valensi e il batterista Fabrizio Moretti. Julian trascorre un'adolescenza difficile, in cui la sofferenza per il divorzio dei genitori e la solitudine lo portano ad eccedere con l'alcool, tanto da essere mandato dalla madre in una clinica disintossicante a soli 15 anni.
"Jules" ha ricevuto critiche da molte persone a causa del suo comportamento spesso inadeguato durante i concerti: si presentava ubriaco, anche se questo non gli ha mai impedito di cantare. Smette di bere nel periodo dell'album Room On Fire per concentrarsi sul lavoro in modo ottimale.
Attraverso un disco dei Doors regalatogli dal suo padre adottivo, il pittore ghanese Sam Adoquei, scopre l'amore per la musica e comincia a scrivere le prime canzoni. Tra le sue influenze principali vi sono anche Ramones, Bob Marley, Nirvana, The Cure, Blondie e soprattutto The Velvet Underground. Quando compone, cerca di creare prima la melodia con la chitarra e poi il testo, considerando quest'ultimo parte secondaria delle sue canzoni.
Il 5 febbraio 2005 Julian Casablancas ha sposato Juliet Joslin, già segretaria del suo manager Ryan Gentles, con una cerimonia privata svoltasi a New York. Durante un concerto dirà "I'm gettin' married and it's Hard to Explain!" per annunciare la canzone tratta dall'album Is This It. All'inizio di marzo 2010 è nato il suo primo figlio, Cal Casablancas.
Il 2 novembre 2009 è uscito in Italia il suo primo lavoro solista Phrazes for the Young. Il disco, formato da otto composizioni, esprime tutta la creatività di Julian che ha dichiarato sinceramente come in quest'album abbia sperimentato sonorità che gli Strokes non avrebbero ancora potuto affrontare. Sempre nel 2009 ha fondato un'etichetta discografica chiamata Cult Records.
Ha collaborato al singolo Boombox dell'album Incredibad dei Lonely Island. Nel 2013 collabora anche con i Daft Punk, prendendo parte alle canzoni Instant Crush ed Infinity Repeating (2013 Demo) insieme ai The Voidz.
Nel settembre 2014 esce un album in studio a nome Julian Casablancas + The Voidz . Il titolo dell'album è Tyranny. Tyranny è molto diverso dai suoi precedenti lavori, spaziando tra il punk e il progressive. The Voidz è il nome della band che lo supporta, formata da Jeramy "Beardo" Gritter (chitarra), Amir Yaghmai (chitarra), Jacob "Jake" Bercovici (basso, sintetizzatori), Alex Carapetis (percussioni), Jeff Kite (tastiere) and Shawn Everett (produzione). Per Kite e Carapetis non si tratta della prima collaborazione col cantante: avevano preso parte al primo album solista di Casablancas.

## Discografia

### Da solista
- 2009 - Phrazes for the Young

### Con The Voidz
- 2014 - Tyranny
- 2018 - Virtue
- 2024 - Like All Before You

### Con The Strokes
- 2001 - Is This It
- 2003 - Room on fire
- 2005 - First impressions of Earth
- 2011 - Angles
- 2013 - Comedown Machine
- 2020 - The New Abnormal